# 金湖街道 (大冶市)
金湖街道，是中华人民共和国湖北省黃石市大冶市下辖的一个乡镇级行政单位。

## 行政区划
金湖街道下辖以下地区：
马叫社区、铁路桥社区、五里堤社区、井巷社区、铜绿山矿社区居委、马叫村、角田村、株林村、范铺村、平原村、牯羊村、石任村、田垅村、柯湾村、程湾村、下方村、汪拳村、优先村、栖儒村、大泉村、柯庄村、巴塘村、谷文村、北河村、畈陈村、姜桥村、港背村、胡庚村、彩畈村、宋堍村、德贤村、门楼村、港岭村、龙角村、赵保村、四斗粮村、黄家献村、泉塘村、八角垴村、熊家边村、佘家畈村、下四房村、石花村、焦和村、铜山村、上冯村和黄坪山村。

## 中国传统村落
2013年8月，上冯村被评为第二批中国传统村落。